# Einar Konalsson
Einar Konalsson (n. 947) fue un vikingo y bóndi de Einarstaður, Suður-Þingeyjarsýsla en Islandia. Era hijo de Konall Ketilsson. Es un personaje de la saga Ljósvetninga, donde se indica que era un hombre muy astuto y padre adoptivo de Gudmundur Eyjólfsson (cap. 13), saga de Njál, saga de Reykdæla ok Víga-Skútu, saga de Víga-Glúms, y saga Flóamanna.